# Ингенрид
Ингенрид (њем. Ingenried) општина је у њемачкој савезној држави Баварска. Једно је од 34 општинска средишта округа Вајлхајм-Шонгау. Према процјени из 2010. у општини је живјело 892 становника. Посједује регионалну шифру (AGS) 9190133.

## Географски и демографски подаци
Ингенрид се налази у савезној држави Баварска у округу Вајлхајм-Шонгау. Општина се налази на надморској висини од 664 метра. Површина општине износи 17,4 km². У самом мјесту је, према процјени из 2010. године, живјело 892 становника. Просјечна густина становништва износи 51 становника/km².